# Historian (álbum)
Historian é o segundo album de estúdio da cantora e compositora estadunidense Lucy Dacus, lançado em 2 de março de 2018 pela Matador Records.

## Lançamento e promoção
No dia 12 de dezembro de 2017, Lucy Dacus anunciou Historian, bem como o alinhamento de faixas completo, sua data de lançamento e a primeira fase de sua turnê, intitulada The Historian Tour. A cantora também lançou, no mesmo dia, o primeiro single do álbum, a canção "Night Shift". Ela escreveu que, por muito tempo, não escreveu canções de término de relacionamento por não achar "que expressar este tipo de negatividade era produtivo", mas que esta canção é "esperançosa". Olivia Horn, escrevendo para a Pitchfork, escreveu que, mesmo com mais de 6 minutos de duração, a canção "continua a expandir, espelhando sua emoção", até "explodir no refrão". Em 16 de janeiro de 2018, Dacus compartilhou seu segundo single, "Addictions". No dia 13 de fevereiro de 2018, Dacus lançou o terceiro e último single do álbum, "Next of Kin".
Como planejado, Historian foi lançado via CD, vinil e download digital no dia 2 de março de 2018. Em 14 de dezembro de 2018, Dacus anunciou a extensão da turnê The Historian Tour durante fevereiro e março de 2019, desta vez apenas nos Estados Unidos.

## Alinhamento de faixas
A lista de faixas de Historian foi anunciada por Lucy Dacus em 12 de dezembro de 2017. Todas as canções foram compostas por Dacus.
| N.º            | Título            | Duração |  |
| 1.             | "Night Shift"     | 6:31    |  |
| 2.             | "Addictions"      | 3:24    |  |
| 3.             | "The Shell"       | 4:37    |  |
| 4.             | "Nonbeliever"     | 3:40    |  |
| 5.             | "Yours & Mine"    | 5:14    |  |
| 6.             | "Body to Flame"   | 3:05    |  |
| 7.             | "Timefighter"     | 5:48    |  |
| 8.             | "Next of Kin"     | 4:06    |  |
| 9.             | "Pillar of Truth" | 7:14    |  |
| 10.            | "Historians"      | 3:56    |  |
| Duração total: | Duração total:    | 47:35   |  |

## Créditos
Créditos adaptados das anotações de Historian.
| Produção - Lucy Dacus – artista primária, produção - Collin Pastore – produção - Jacob Blizard – produção - Kaitlyn Raitz – violoncelo - Jake Finch – bateria - Miles Huffman – bateria - John Hulley – trombone - Reggie Pace – trombone - Steve Cunningham – trompete - Sam Koff – trompete - Ben Plotnick – viola - John Mailander – violino - Robbie King – pré-produção - Matt Koski – pré-produção - Adam Thompson – pré-produção | Arte de capa - Mike Zimmerman – layout - Dusdin Condren – fotografia Técnicos - Collin Pastore – engenharia - Adrian Olsen – engenharia - Preston Cochran – engenharia - Scottie Prudhoe – engenharia - Brendan St. Gelais – engenharia - Heba Kadry – masterização - John Congleton – mistura |

## Desempenho nas tabelas musicais
| Tabela (2018)               | Melhor posição |
| --------------------------- | -------------- |
| UK Independent Albums (OCC) | 39             |